# Unilateralismo
El unilateralismo es cualquier doctrina o agenda que apoya la acción unilateral. Tal acción puede ser indiferente a otras partes, o como expresión de un compromiso hacia una dirección que otras partes pueden encontrar desagradable. Contrasta con el multilateralismo, la búsqueda de objetivos de política exterior junto con aliados.
El unilateralismo y el multilateralismo representan diferentes enfoques políticos de los problemas internacionales. Cuando se requiere absolutamente el acuerdo de varias partes, por ejemplo, en el contexto de las políticas comerciales internacionales, los defensores del unilateralismo suelen preferir los acuerdos bilaterales (que involucran a dos participantes a la vez).
Puede preferirse el unilateralismo en aquellos casos en los que se supone que es el más eficaz, es decir, en cuestiones que pueden resolverse sin cooperación. Sin embargo, un gobierno también puede tener una preferencia principal por el unilateralismo o el multilateralismo y, por ejemplo, esforzarse por evitar políticas que no pueden realizarse unilateralmente o alternativamente para defender soluciones multilaterales a problemas que bien podrían haberse resuelto unilateralmente.
Por lo general, los gobiernos pueden argumentar que sus objetivos finales o de mediano plazo se logran mediante el fortalecimiento de los esquemas e instituciones multilaterales, como sucedió muchas veces durante el período del Concierto de Europa.